# Johannes Zülle

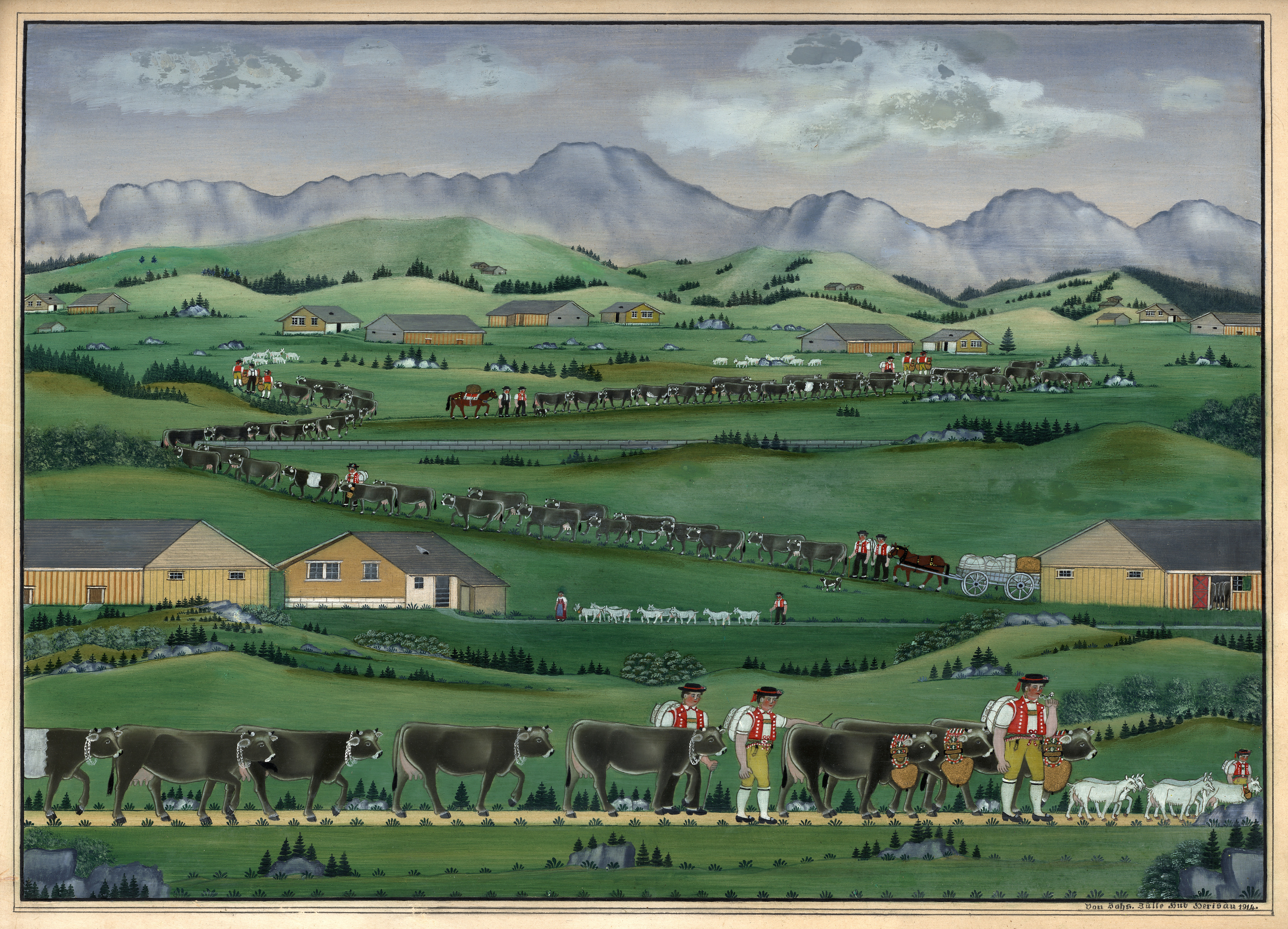
Salita all'alpeggio, 1914, olio e bronzo dorato su cartoncino.

Johannes Zülle (Schwellbrunn, 29 dicembre 1841 – Herisau, 17 marzo 1938) è stato un pittore svizzero.

## Biografia
Figlio di Hans Ulrich, giornaliero per lavori pesanti, e di Anna Barbara Schoch, rimase celibe tutta la vita. A causa della povertà della sua famiglia da bambino lui e i suoi genitori furono costretti a spostarsi più volte tra Schwellbrunn e Herisau. Nel 1852 la sua famiglia si trasferì nella frazione di Aedelswil a Herisau: frequentando la scuola locale di Einfang, Zülle venne incoraggiato dal suo insegnante a coltivare il suo talento per la pittura e per il disegno. A dodici anni venne istruito dalla sorella Anna all'arte della tessitura, che per decenni fu la sua occupazione principale. Nel 1854 la famiglia si trasferì a Waldstatt.
Nel 1870 Zülle iniziò a praticare l'arte pittorica, e dopo un breve periodo in cui utilizzò gli acquarelli, si dedicò ben presto alla pittura ad olio. Nel 1871 conobbe Johannes Müller, esponente della pittura contadina, che ne influenzò fortemente l'opera. Grazie ai proventi del suo lavoro acquistò nel 1880 la proprietà dell'Eggeli, tra Herisau e Schwellbrunn. Lì vi visse con i genitori fino alla loro morte e con la sorella fino a quando questa si sposò. Nel 1908 vendette l'Eggeli e acquistò una casa a unteren Hueb presso Herisau. Nel 1932 vendette la sua casa ma conservò il diritto a vivere nel piano terra. A 94 anni, a causa di alcuni problemi di salute dovette trasferirsi all'ospizio di Ebmet. Morì nel 1938 all'ospedale distrettuale di Herisau.

## Opere

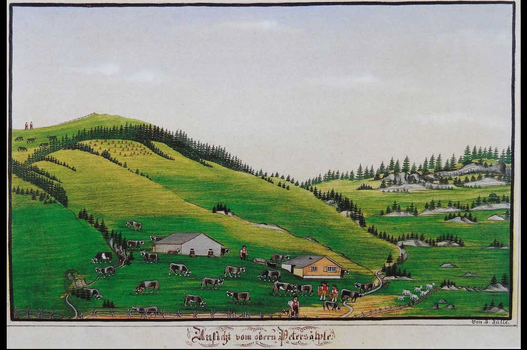
Ansicht vom obern Petersälple, 1920 circa

Fino al 1908 si dedicò prevalentemente alla tessitura, dipingendo solo come attività accessoria. Fu inoltre attivo nell'arte della selleria, che imparò in parte da autodidatta, in parte con l'aiuto di Johannes Weishaupt, uno dei più famosi sellai della regione. In particolare si dedicò al commercio delle Senntumsschellen (campanacci per mucche) e ornamenti per cinghie.
Il suo primo disegno noto è una salita all'alpeggio del 1872. In seguito riprese gli stilemi di Johannes Müller, perfezionandoli. I suoi lavori sono caratterizzati da una gradazione dei colori dei paesaggi e dalla precisione nei dettagli di animali e uomini. Particolarmente apprezzate erano le rappresentazioni simmetriche dei pastori che facevano oscillare i campanacci al ritmo dello jodel. Ancora all'inizio del XXI secolo le sue opere costituivano un modello per numerosi epigoni e pittori di souvenir.
Le opere di Zülle sono esposte presso il Museo d'arte di San Gallo, il Museo del folclore dell'Appenzello, e il Museo degli usi e costumi dell'Appenzello.